# Niketche
Niketche é uma dança tradicional originiária da província da Zambézia, em Gilé que ganhou muita força no trabalho forçado nas plantações de chá sob o controlo das grandes companhia nos tempos coloniais. Esta dança está relacionada com a obra Niketche: Uma História de Poligamia de Paulina Chiziane.